# St. Martha (Engenhahn)

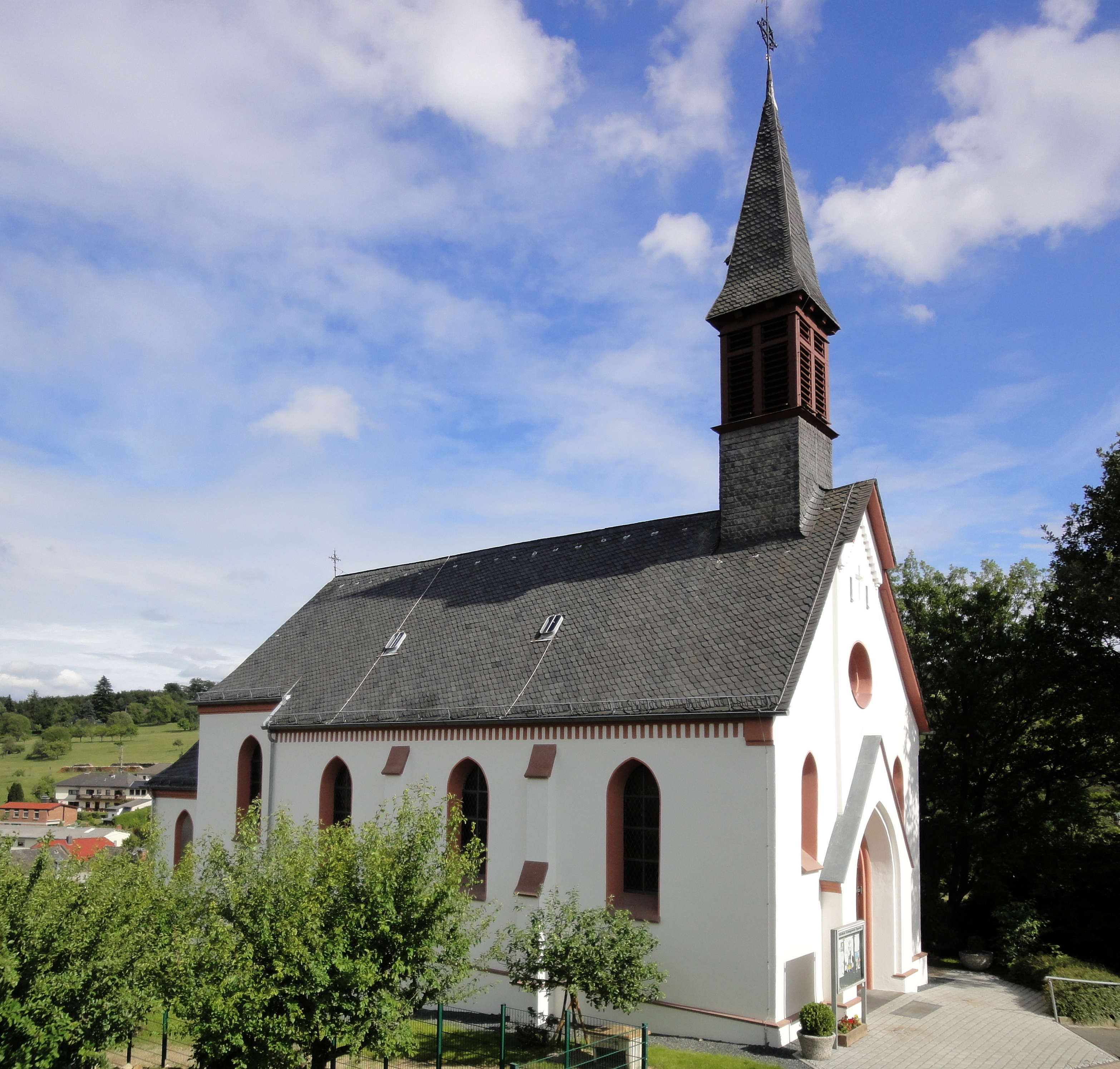
Die Kirche St. Martha

Die katholische Pfarrkirche St. Martha im Niedernhausener Ortsteil Engenhahn wurde in den Jahren 1890/91 im Westen des Dorfes errichtet. Geplant wurde sie von Alois Vogt, einem Lehrer an der Bauschule in Idstein. Sie entstand auf Initiative des Idsteiner Pfarrers Schilo, der, wie auch schon zur Errichtung der Magdalenenkirche in Idstein, weltweit Spenden sammelte, um so die Errichtung der Kirche zu finanzieren. Hinzu kamen Eigenleistungen der Kirchengemeinde. Bis dato war lediglich eine „Notkapelle“ im Engenhahner Rathaus eingerichtet.
Bis 1924 diente die Kirche lediglich als Kapelle. 1963 wurde die Pfarrei eingerichtet. In beiden Weltkriegen verlor die Kirche wegen Einschmelzungen ihre Glocken, die danach jeweils ersetzt wurden.